# Ванское Евангелие
Ванское Евангелие (Ванское Четвероевангелие) — роскошно оформленная грузинская рукопись Евангелии рубежа XII—XIII веков из собрания Национального центра рукописей Грузии (фонд А — 1335), одна из самых известных в коллекции, созданная по заказу и, возможно, принадлежавшая лично царице Тамаре.

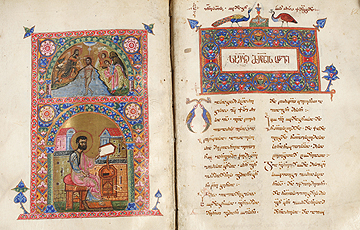
Ванское Евангелие

## Создание
Текст Евангелий в редакции преподобного Георгия Святогорца (1009—1065 годы) был записан шрифтом нусхури в грузинском монастыре Св. Романа (Сохастер), находившемся за пределами территории Грузии недалеко от Константинополя. Миниатюры в византийском стиле выполнены греческим мастером Михаилом Коресием, который оставил свою подпись на греческом на 272 листе. На том же листе письмом мхедрули, характерным для более позднего периода, оставлена запись переписчиком Иоанном, что Евангелие было переписано им в Константиполе по заказу царицы Тамары, которая названа переписчиком святой. Хотя мхедрули обычно считают более поздним шрифтом, обычно считают, что именно это Евангелие было переписано Иоанном и было собственной книгой царицы Тамары. 
Так, Давид Капанадзе в русском издании своей книги «Грузинская нумизматика» (1955) опубликовал хелртву царицы с Ванского Евангелия.
В XIV—XV веках Евангелие хранилось в Шоратском монастыре Святого Георгия в Месхети, в XVIII веке в церкви Архангела села Вани в Имеретии, в XIX веке — в Гелатском монастыре, откуда Вахтанг Беридзе перевёз его в музей при Сионском соборе в Тбилиси. Затем хранилось в Институте рукописей имени Корнелия Кекелидзе Академии наук Грузии.

## Описание

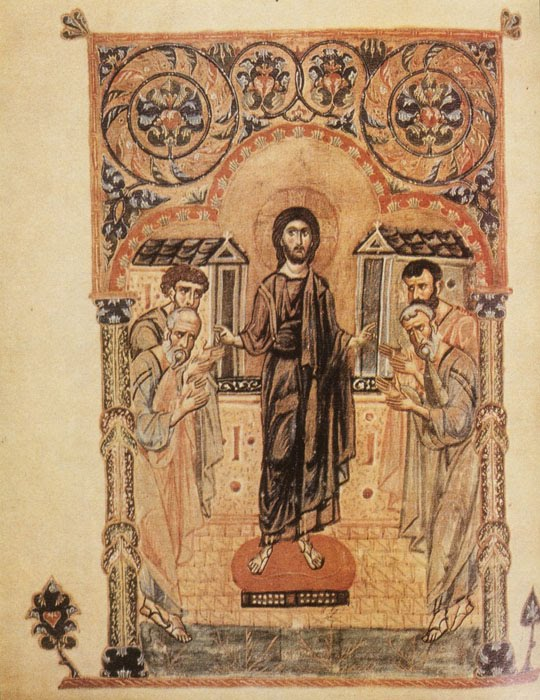
Титульный лист с Христом, благословляющим евангелистов

Деревянный переплёт обтянут узорчатой тканью. По мнению Никодима Кондакова и Эквтиме Такайшвили, первоначально Евангелие имело чеканный оклад с Распятием на лицевой стороне, Сошествием во ад на оборотной и поясными изображениями четырёх евангелистов на корешке, созданный по заказу семьи Чиджавадзе в XVII веке (не сохранился).
Рукопись выполнена на 274 листах пергамента размером 29 × 21 дюйма письмом нусхури в два столбца и богато украшена таблицами канонов, заставками, миниатюрами с изображениями четырёх евангелистов (каждая занимает целый лист, евангелисты сидят за столиками), епископов Евсевия Кесарийского и Карпиана со свитками в руках. Изображения евангелистов двухъярусны, заключены в единую орнаментальную раму, в верхней части которой представлена одна из сцен двунадесятых праздников: над Матфеем — «Рождество Христово», над Марком — «Крещение», над Лукой — «Благовещение», над Иоанном — «Сошествие во ад». На титульном листе изображён в центре Христос, благословляющий стоящих по сторонам евангелистов. Текст каждой главы начинается зооморфическим инициалом. Над столбцами и на базах четырёх канонов помещены символические изображения 12 месяцев года. Миниатюры по технике живописи и манере исполнения сходны с греческими образцами того же периода и относятся к чисто византийским памятникам.